# Udinia lamborni
Udinia lamborni är en insektsart som först beskrevs av Robert Newstead 1914.  Udinia lamborni ingår i släktet Udinia och familjen skålsköldlöss.
Artens utbredningsområde är Nigeria. Inga underarter finns listade i Catalogue of Life.